# Ochyrocera thibaudi
Ochyrocera thibaudi es una especie de araña araneomorfa del género Ochyrocera, familia Ochyroceratidae. Fue descrita científicamente por Emerit & Lopez en 1985.

## Distribución geográfica
Habita en las Antillas Menores.